# 밭종다리
밭종다리(Siberian Pipit)는 할미새과에 속하며 학명은 Anthus japonicus이다. 몸윗면은 회갈색이고 가는 흑갈색 줄무늬가 있다. 다리는 붉은색을 띠는 살구색이다. 여름깃은 몸아랫면이 옅은 분홍색이고 흑갈색 줄무늬가 있다. 겨울깃은 줄무늬가 진해진다. 덤불 아래 땅 위에 둥지를 지으며, 주로 곤충을 잡아먹는다. 동시베리아에서 러시아 극동, 캄차카 반도에서 번식하고, 겨울에는 중국 동남부, 한국, 일본에서 겨울을 보낸다.
밭종다리는 맹금류에 의해 사냥되고, 벼룩 등 기생충에 의해 감염되거나 탁란의 영향을 받지만 전반적으로 개체 수는 많고 안정적이다.

## 분류
한때 밭종다리의 아종을 3아종으로 나눴으나, japonicus 아종을 Buff-bellied Pipit에서 분리하면서 Siberian Pipit(Anthus japonicus)과 American Pipit(Anthus rubescens)으로 나뉘게 되었다.